# Sestri Levante
Sestri Levante (latinski: Segesta Tigullorum/Segesta Tigulliorum) grad je i općina u Metropolitanskom gradu Genovi u Liguriji u Italiji. Smješten je na poluotoku na obali Sredozemnog mora,  40 km jugoistočno od Genove. Dok su obližnji Portofino i Cinque Terre vjerojatno najpoznatije turističke destinacije na talijanskoj rivijeri, Sestri Levante postao je popularan među Talijanima. Ovaj nekad miran ribarski gradić polako se pretvorio u turističko središte, razvijajući stari i novi dio grada. Stanovnici Sestri Levante često koriste izraz "Sestri è scialla". Taj izraz simbolizira mirnu prirodu grada Sestri Levante, poznatog po svojim zadivljujućim vizurama.

## Geografija
Sestri Levante nalazi se otprilike na pola puta između Genove i La Spezie. Grad ima dvije uvale: Baia delle Favole (Zaljev bajki) i Baia del Silenzio (Zaljev tišine). Originalni dio Sestri Levante zapravo se nalazi na poluotoku, s jedne strane Baia del Silenzio (poznata i kao "Portobello"), a s druge strane Baia delle Favole. Baia delle Favole ili "Zaljev bajki" nazvana je u čast danskog pisca Hansa Christiana Andersena, koji je kratko vrijeme živio u Sestri Levanteu 1833. godine.

## Povijest
Sestri Levante ima svoje korijene kao drevni pomorski i trgovački centar. Prvotno je bio mali otok s poluotokom, kasnije je spojen s kopnom. U rimsko doba poznata je kao Segesta Tigullorum (ili Tigulliorum) ili jednostavno Segesta, ali mjesto je gotovo napušteno kad je Rimsko Carstvo propalo. Čini se da je pripadalo ligurskom plemenu Tigullii. Ponovno je spomenuto 909. godine u svjedodžbi Berengara I. Italije, u kojem je dio njegova teritorija ustupljen bazilici San Giovanni di Pavia. Tijekom srednjeg vijeka, Sestri Levante počeo se proširivati, vjerojatno stječući utvrđeni izgled koji je karakterističan za to tlo.
Godine 1133. plemićka obitelj iz Lavagna, Fieschi, napala je Tigullio, zaljev u kojem se nalazi Sestri Levante, međutim, odoljeli su napadu moćne Republike Genove, te je stoga Sestri Levante postao dio republike radi vojne zaštite. Godine 1145. opatija San Colombano pripala je Genovljanima, a kasnije je pretvorena u dvorac.
Godine 1170. Sestri Levante napali su mornarički brodovi iz Pise, ali su uspjeli odoljeti napadu.

## Ekonomija
Cantiere navale di Riva Trigoso je brodogradilište osnovano 1897. godine od strane Erasma Piaggia u Riva Trigoso, uglavnom je gradilo trgovačke brodove. Godine 1925. nasljednici Piaggia odlučili su odvojiti suhozidno poslovanje, a tvrtka je preimenovana u Cantieri del Tirreno. Diversificirala se u izgradnju ratnih brodova i jako je oštećena tijekom Drugog svjetskog rata. Brodogradilište je spojeno s Italcantierijem 1973. godine, a zatim s Fincantierijem 1984. godine.

## Sport
Sestri Levante je dom nogometnog kluba U.S.D. Sestri Levante 1919, koji igra u Serie D Grupa A za sezonu 2020. – 2021. Klub se većinom natjecao na regionalnoj razini talijanskih natjecanja, s tri sezone u Serie C od 1946. do 1949. godine. Domaći teren kluba je Stadio Giuseppe Sivori.

## Zanimljivosti
- Sestri Levante spominje Dante Alighieri (kao "Siestri") u Kantu 19 Božanstvene komedije.
- "Sestri Levante" je pjesma australskog benda Tame Impala, a pojavila se na njihovom albumu Live Versions.
- Prikaz u igri Rome: Total War. U računalnoj igri Rome: Total War iz 2004. godine, osvajanje Segeste (Sestri Levante) uvijek će biti prva misija koju igrač dobiva kada odabere frakciju Julija. Osvajanje grada često se smatra prvim korakom prema širenju Republike.

## Vanjske poveznice
- Službena stranica